# Guadalupe (série télévisée, 1993)
Guadalupe est une telenovela américaine diffusée en 1993-1994 sur Telemundo.

## Acteurs et personnages
- Adela Noriega (Guadalupe Zambrano Santos)
- Eduardo Yáñez  (Alfredo Robinson / Alfredo Mendoza)
- Zully Montero (Luisa Zambrano de Maldonado, Marquesa de Covadonga)
- Miryam Ochoa (Olivia Mendoza V. de Robinson)
- Mara Croatto (Diana Maldonado Zambrano)
- Gretell Celeiro (Daniela Maldonado Zambrano)
- Larry Villanueva (Henry/Abel Maldonado Zambrano)
- Braulio Castillo Jr. (Alejandro Infante)
- Manolo Villaverde (Carlos Maldonado, Marques de Covadonga)
- Salvador Pineda (Antonio Infante)
- Miguel Gutiérrez (Ezequiel Zambrano)

## Autres versions

### Télévision
- La heredera (1982), produit par Tabaré Pérez, pour Venevisión; avec Hilda Carrero et Eduardo Serrano.
- Milagros (2000), produit par José Enrique Crousillat, pour América Televisión; avec Sonya Smith et Roberto Mateos.

### Sources
- (es) Cet article est partiellement ou en totalité issu de l’article de Wikipédia en espagnol intitulé « Guadalupe (telenovela estadounidense) » (voir la liste des auteurs).